# أحمد بن رشيد
أحمد بن مولاي رشيد بن الحسن (23 يونيو 2016-)، أمير مغربي من الأسرة المالكة في المغرب، وهو الإبن البكر للأمير مولاي رشيد والأميرة أم كلثوم بو فارس.

## نسبه
الأمير مولاي أحمد بن مولاي رشيد بن الحسن  بن محمد بن يوسف بن الحسن بن محمد بن عبد الرحمن بن هشام بن محمد بن مولاي عبد الله بن مولاي إسماعيل بن الشريف بن علي بن محمد بن علي بن يوسف بن علي بن الحسن بن محمد بن الحسن الداخل بن القاسم بن محمد بن أبي القاسم بن محمد بن الحسن بن عبد الله بن محمد بن عرفة بن الحسن بن أبي بكر بن علي بن الحسن بن أحمد بن إسماعيل بن القاسم بن محمد النفس الزكية بن عبد الله الكامل بن الحسن المثنى بن الحسن بن علي بن أبي طالب.

## حياته الخاصة
أعلنت وزارة القصور الملكية والتشريفات والأوسمة ميلادَه في بلاغ رسمي جاء فيه أن عمه الملك  محمد السادسَ هو من سمّاه: أحمد.